# أنار رضاييف
أنار رسول أوغلو رضاييف - (14 مارس 1938) (بالأذرية: Anar) وروائي أذربيجاني، مخرج وكاتب السيناريو، شخصية عامة، الكاتب الشعب لأذربيجان (1987)، رئيس اتحاد كتاب أذربيجان.

## حياته
ولد أنار في عائلة من الكاتبين في عام 1938. كان والده رسول رضا والدته نيجار رفيبيلي من الشعراء المعترف بهم في البلد.
دخل أنار إلى مدرسة الموسيقى تحت إسمه بولبل في عام 1945، وتخرج منها بشهادة تفوق في 1955.
في نفس العام التحق بكلية اللغة بجامعة أذربيجان الحكومية، في وقت الحاضر - جامعة باكو الحكومية.
و مع ذلك تخرج من من دورات السيناريو العالي في موسكو عام 1964.
في عام 1991، انتخب رئيسا لاتحاد الكتاب في أذربيجان.
منذ 1995 - 2000 كان أنارعضوا كامل العضوية في الجمعية الوطنية.
حصل على جائزة حيدر علييف لمزايا خاصة في تطوير الأدب الأذربيجاني في 2011.
واحد من أشهر أعماله هو «الطابق السادس من منزل من خمسة طوابق». تم تصوير 12 فيلما وفقا للسيناريوهات النار.
أنار هو رئيس اتحاد كتاب أذربيجان، وكان عضوًا في الجمعية الوطنية.

## أعماله
- «الميناء الأبيض»
- «طريقة الحياة». (إبداعه)
- «الطابق السادس من منزل من خمسة طوابق»
- «اتصال»
- «ذعر»
- «قصة الملك الجيدة»
- «غرفة الفندق»
- «سنلتقي بالتأكيد»
- "ليموزين" الأحمر"
- «عائلة جورجية»
- «أيام الصيف في المدينة»
- «رمي والزور»
- «أنا، أنت، هو والهاتف»
- «فرصة»

## جوائزه

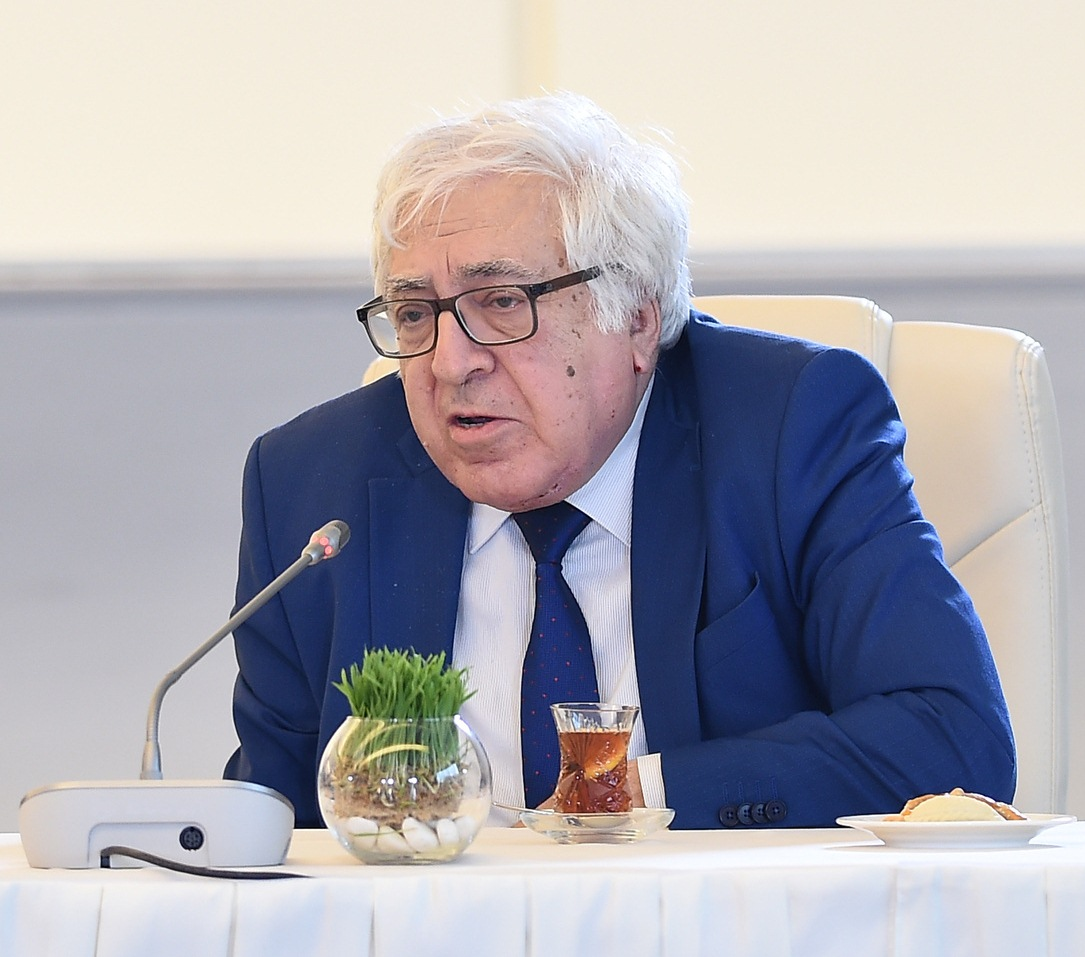

وسام شهرة (أذربيجان)

## روابط خارجية
- أنار رضاييف على موقع IMDb (الإنجليزية)
- أنار رضاييف على موقع كينوبويسك (الروسية)